# 亮尾美洲鱥
亮尾美洲鱥（學名：Notropis maculatus），為輻鰭魚綱鯉形目雅羅魚科的其中一種，分布於北美洲美國從北卡羅萊納州的開普菲爾河到德克薩斯州的薩賓河、密西西比河流域； 北從伊利諾州南部至佛羅里達州淡水流域，本魚呈長橢圓形且側扁，眼大、口近下位，本魚背部呈淡黃色，腹部呈銀白色，側面有銀色條紋，尾鰭底部有一個黑點。在繁殖季節，雄魚的鰭呈黑色，身體、頭部和鰭呈粉紅色或紅色，體長可達7.6公分，棲息在沼澤、池塘及河川洄水區，屬雜食性，以甲殼類動物、昆蟲和藻類為食，壽命約1年，繁殖期在3月至10月，雌魚每次產卵約72-408個。